# Leptognathia ventralis
Leptognathia ventralis är en kräftdjursart som beskrevs av Hansen 1913. Leptognathia ventralis ingår i släktet Leptognathia och familjen Leptognathiidae. Inga underarter finns listade i Catalogue of Life.